# Alentejo: Tinto's Law
 (juin 2025).
Motif : Manque de sources, les interwikis sont initiés par le même utilisateur (possible autopromo ?) et le jeu semble hors critères WP:NJV.
- Archive Wikiwix
- Bing
- Cairn
- DuckDuckGo
- E. Universalis
- Gallica
- Google
- G. Books
- G. News
- G. Scholar
- Persée
- Qwant
- (zh) Baidu
- (ru) Yandex
- (wd) trouver des œuvres sur Wikidata

| 1. | Préciser le motif de la pose du bandeau. | Précisez le motif de la pose du bandeau en utilisant la syntaxe suivante : {{admissibilité à vérifier\|date=juin 2025\|motif=remplacez ce texte par le motif}}                             |
| 2. | Informer les utilisateurs concernés.     | Pensez à avertir le créateur de l'article, par exemple, en insérant le code ci-dessous sur sa page de discussion : {{subst:avertissement admissibilité à vérifier\|Alentejo: Tinto's Law}} |

Alentejo: Tinto's Law est un jeu de rôle d'action sorti en 2024 développé par Loading Studios et publié par Teknamic Software pour Game Boy et les navigateurs web. Le jeu est vaguement inspiré de la série télévisée RTP de 1991 Alentejo Sem Lei, et des films western spaghetti du milieu des années 1960.
L’histoire suit Gildo, un mystérieux étranger arrivé au village de Tinto, alors qu’il tente de perturber le trafic illégal de tinto (vin rouge) dans l’Alentejo du XIXᵉ siècle, au Portugal. La version Game Boy constitue le tout premier jeu commercial développé au Portugal à être publié sur cette plateforme,,.

## Système de jeu
Alentejo: Tinto's Law est un jeu de rôle d'action en solo, combinant un gameplay narratif avec des éléments de résolution d’énigmes et puzzles. Le jeu est structuré en deux sections distinctes : un monde extérieur, centré sur l'exploration et les défis d'action, et des niveaux souterrains renfermant des énigmes à résoudre ainsi que des bonus et upgrades à collectionner.
Le récit suit Gildo dans sa tentative de démanteler le contrôle exercé par le baron Tinto sur le commerce du vin rouge dans la région (en portugais, "vin rouge" se dit "tinto"), un pouvoir centré autour d’une gare récemment construite. Les joueurs doivent collecter des ressources, former des alliances et organiser un braquage de train afin de mettre fin à l’opération.

## Développement et publication
Alentejo: Tinto's Law a été développé par une équipe de Loading Studios, auparavant reconnue pour The Fisherman: A Codfish Tale, lauréat d’un prix PlayStation Talents en 2023,. L’équipe comprenait Ivan Barroso (game designer), Vasco Oliveira (level designer), Daniel Penão (programmeur) et Marta Vaz (artiste), avec une bande-son composée par Pankyonshii. Le marketing artistique a été assuré par Martim Alves, avec des services complémentaires de Tiago Colaço.
Le jeu est sorti en version numérique en novembre 2024 pour les navigateurs (web browser), puis en version physique sur cartouche Game Boy en février 2025, publié par Teknamic Software.

## Accueil

### Accueil critique
Alentejo: Tinto's Law a reçu des critiques globalement positives, saluant notamment son récit, ses énigmes, puzzles, son humour et ses références historiques à l’Ibérie du XIXe siècle,,. Les critiques ont principalement pointé du doigt la variété limitée des pistes musicales ainsi que des mécaniques de tir basiques.

### Distinctions
Lors des Indie DB Indie of the Year Awards 2024, le jeu a été finaliste dans la catégorie «Upcoming Games – Role-Playing». Il a également été finaliste aux DevGamm Spotlight Awards dans la catégorie «Révélation de l'année» et a remporté le prix du «Meilleur jeu national» aux Geeks d'Ouro. En juin 2025, le jeu a été distingué comme finaliste et a reçu une Mention honorifique dans le concours « Fnac Novos Talentos », dans la catégorie « Jeux vidéo ».

## Postérité
En février 2025, Loading Studios a annoncé une suite intitulée Alentejo : The Tinto and The Ugly,,.